# Выдубичи (остановочный пункт)
Вы́дубичи — пассажирский остановочный пункт Киевского железнодорожного узла Юго-Западной железной дороги. Платформа расположена вдоль Железнодорожного шоссе между станцией Киев-Демеевский и Дарницким железнодорожным мостом. Обслуживает пригородное движение на направлениях Киев - Нежин и Киев - Гребёнка (через Дарницу).
- Местность: Выдубичи, со станции есть выход в сторону станции метро «Выдубичи». Неподалёку — конечная остановка троллейбуса № 38.

## История
Построена и открыта летом 2001 года вместо ликвидированной платформы Ботаническая, которая была расположена немного дальше в сторону Дарницкого железнодорожного моста.